# Megachile dinura
Megachile dinura är en biart som beskrevs av Cockerell 1911. Megachile dinura ingår i släktet tapetserarbin, och familjen buksamlarbin. Inga underarter finns listade i Catalogue of Life.